# Francis Godwin
Francis Godwin (1562 — 1633) foi um bispo inglês de Llandaff e de Hereford.

## Carreira
Obteve um bacharel em divindade em 1593, e doutor em 1595. Em 1601 publicou o seu Catalogue of the Bishops of England since the first planting of the Christian Religion in this Island, obra que lhe rendeu no mesmo ano a diocese de Llandaff. Uma segunda edição apareceu em 1615, e em 1616 ele publicou uma edição em latim com uma dedicatória ao rei James, que no ano seguinte lhe conferiu o bispado de Hereford. A obra foi reeditada, com continuação, por William Richardson, em 1743.
Godwin morreu, após uma doença persistente, em abril de 1633 em Whitbourne, Herefordshire.

## Obras
Em 1616, Godwin publicou Rerum Anglicarum, Henrico VIII., Edwardo VI. et Maria regnantibus, Annales, que foi posteriormente traduzido e publicado por seu filho Morgan sob o título Annales of England (1630). Ele também é o autor de uma história um tanto notável, publicada postumamente em 1638, e intitulada The Man in the Moone, or a Discourse of a Voyage thither, de Domingo Gonsales, escrita aparentemente em algum momento da década de 1620 (Sobre a data da composição, ver a edição de John Anthony Butler de The Man in the Moon [Dovehouse, 1995], pp. 14-15.) Nesta produção, Godwin não apenas se declara um crente no sistema copernicano, mas adota até agora os princípios da lei da gravitação para supor que o peso diminui com a distância da Terra. A obra, que exibe considerável fantasia e sagacidade, influenciou A descoberta de um mundo na Lua, de John Wilkins. Ambas as obras foram traduzidas para o francês, e foram imitadas em vários detalhes importantes por Cyrano de Bergerac, de quem (se não de Godwin diretamente) Jonathan Swift obteve dicas valiosas ao escrever sobre a viagem de Gulliver a Laputa.
Outra obra de Godwin, Nuncius inanimatus, publicada In Utopia, originalmente impressa em 1629 e novamente em 1657, parece ter sido o protótipo do Mercúrio de John Wilkins, ou o Mensageiro Secreto e Rápido, que apareceu em 1641. Outra obra foi De praesulibus Angliae (1616).